# Paul Lotsij
Paulus Jan "Paul" Lotsij (født 4. februar 1880 i Dordrecht, død 19. september 1910 i Amsterdam) var en hollandsk roer, som deltog i OL 1900 i Paris.
Lotsij deltog ved OL 1900 i Paris, hvor han var del af den hollandske firer med styrmand. Båden vandt sit indledende heat og var dermed kvalificeret til finalen. Efter en del kontroverser og to afholdte finaleløb vandt hollænderne sølv efter en tysk båd. Bådens øvrige besætning var hans storebror Geert Lotsij, Coenraad Hiebendaal, Johannes Terwogt og styrmand Hermanus Brockmann.